# مقاطعة جينتري (ميزوري)
مقاطعة جينتري (بالإنجليزية: Gentry County)‏ هي إحدى المقاطعات في ولاية ميزوري في الولايات المتحدة الأمريكية.

## أعلام
- جين بارتيك